# Прва савезна лига Југославије у хокеју на леду 1962/63.
Прва савезна лига Југославије у хокеју на леду 1962/63. је шестнаесто послератно првенство Југославије, које је први пут одиграно у две године, по двоструком лига систему (свако са сваким две утакмице) у периоду од 26. децембра 1962. до 22. марта 1963.

## Клубови
- Београд
- Јесенице
- Крањска Гора
- Љубљана
- Партизан
- Медвешчак
- Спартак
- Црвена звезда

За победу су се добијала 2, нерешено 1, а пораз 0 бодова.

## Коначни пласман
| Екипа                         | ИГ | Д  | Н | ИЗ | ГД  | ГП  | ГР   | Б  |
| ----------------------------- | -- | -- | - | -- | --- | --- | ---- | -- |
| 1. Јесенице, Јесенице         | 14 | 14 | 0 | 0  | 230 | 28  | +202 | 28 |
| 2. Београд, Београд           | 14 | 11 | 0 | 3  | 79  | 64  | +16  | 22 |
| 3. Љубљана, Љубљана           | 14 | 10 | 0 | 4  | 99  | 49  | +50  | 20 |
| 4. Црвена звезда, Београд     | 14 | 7  | 1 | 6  | 48  | 58  | -10  | 15 |
| 5. Крањска Гора, Крањска Гора | 14 | 6  | 0 | 8  | 59  | 94  | -36  | 12 |
| 6. Партизан, Београд          | 14 | 5  | 0 | 9  | 67  | 72  | -5   | 10 |
| 7. Спартак, Суботица          | 14 | 2  | 1 | 11 | 29  | 130 | -101 | 5  |
| 8. Медвешчак, Загреб          | 14 | 0  | 0 | 14 | 28  | 143 | -115 | 0  |

ИГ = одиграо, Д = победио, Н = нешерио, ИЗ = изгубио, ГД = голова дао, ГП = голова примио, ГР = гол-разлика, Б = бодова
| Првак Прве савезна лиге Југославије у хокеју на леду 1962/63. |
| ------------------------------------------------------------- |
| ХК Јесенице 7. Титула                                         |